# Bouverans
Bouverans és un municipi francès situat al departament del Doubs i a la regió de Borgonya - Franc Comtat. L'any 2007 tenia 316 habitants.

## Demografia

### Població
El 2007 la població de fet de Bouverans era de 316 persones. Hi havia 116 famílies de les quals 20 eren unipersonals (12 homes vivint sols i 8 dones vivint soles), 44 parelles sense fills i 52 parelles amb fills.
La població ha evolucionat segons el següent gràfic:
Habitants censats

### Habitatges
El 2007 hi havia 134 habitatges, 117 eren l'habitatge principal de la família, 14 eren segones residències i 3 estaven desocupats. 101 eren cases i 33 eren apartaments. Dels 117 habitatges principals, 91 estaven ocupats pels seus propietaris, 24 estaven llogats i ocupats pels llogaters i 2 estaven cedits a títol gratuït; 3 tenien dues cambres, 17 en tenien tres, 17 en tenien quatre i 80 en tenien cinc o més. 106 habitatges disposaven pel capbaix d'una plaça de pàrquing. A 46 habitatges hi havia un automòbil i a 62 n'hi havia dos o més.

### Piràmide de població
La piràmide de població per edats i sexe el 2009 era:
| Homes | Edats   | Dones |
| ----- | ------- | ----- |
| 0     | 95 o +  | 0     |
| 0     | 90 a 94 | 0     |
| 0     | 85 a 89 | 0     |
| 0     | 80 a 84 | 8     |
| 8     | 75 a 79 | 8     |
| 8     | 70 a 74 | 4     |
| 0     | 65 a 69 | 4     |
| 8     | 60 a 64 | 0     |
| 0     | 55 a 59 | 4     |
| 8     | 50 a 54 | 16    |
| 8     | 45 a 49 | 4     |
| 16    | 40 a 44 | 20    |
| 8     | 35 a 39 | 4     |
| 8     | 30 a 34 | 12    |
| 4     | 25 a 29 | 8     |
| 4     | 20 a 24 | 4     |
| 16    | 15 a 19 | 20    |
| 12    | 10 a 14 | 4     |
| 4     | 5 a 9   | 0     |
| 8     | 0 a 4   | 12    |

## Economia
El 2007 la població en edat de treballar era de 200 persones, 162 eren actives i 38 eren inactives. De les 162 persones actives 152 estaven ocupades (80 homes i 72 dones) i 10 estaven aturades (5 homes i 5 dones). De les 38 persones inactives 15 estaven jubilades, 13 estaven estudiant i 10 estaven classificades com a «altres inactius».

### Ingressos
El 2009 a Bouverans hi havia 126 unitats fiscals que integraven 339 persones, la mediana anual d'ingressos fiscals per persona era de 17.472 €.

### Activitats econòmiques
Dels 11 establiments que hi havia el 2007, 1 era d'una empresa alimentària, 1 d'una empresa de fabricació d'altres productes industrials, 4 d'empreses de construcció, 1 d'una empresa d'hostatgeria i restauració, 3 d'empreses de serveis i 1 d'una entitat de l'administració pública.
Dels 5 establiments de servei als particulars que hi havia el 2009, 1 era un paleta, 2 fusteries, 1 lampisteria i 1 restaurant.
L'any 2000 a Bouverans hi havia 8 explotacions agrícoles.

## Poblacions més properes
El següent diagrama mostra les poblacions més properes.